# Муси, Анджело
Анджело Муси (англ. Angelo Musi; 25 июля 1918, Филадельфия, Пенсильвания — 19 октября 2009, Брин-Мар, Пенсильвания) — американский профессиональный баскетболист, выступавший в Американской баскетбольной лиге и Баскетбольной ассоциации Америки за команды «Уилмингтон Бомберс», «Филадельфия Уорриорз» и «Трентон Тайгерс». Играл преимущественно на позиции разыгрывающего защитника. Чемпион АБЛ (1944), а также  чемпион БАА (1947).

## Карьера
Учился в Темпльском университете, в 1943 году заключил контракт с командой «Уилмингтон Бомберс», которая выступала в Американской баскетбольной лиге (АБЛ), в составе которой уже в своём дебютном сезоне выиграл чемпионский титул. В 1946 году перешёл в клуб «Филадельфия Уорриорз», который выступал в Баскетбольной ассоциации Америки (БАА), предшественнице НБА и провёл в её составе три сезона. В сезоне 1946/1947 годов Анджело в рядах «Уорриорз» стал чемпионом БАА. Всего же за карьеру в БАА сыграл 161 игру, в которых сумел набрать 1359 очков (в среднем 8,4 за игру) и сделать 117 передач. В 1949 году он вернулся в АБЛ, где в течение одного года играл за команду «Трентон Тайгерс», после чего завершил свою профессиональную карьеру.

## Смерть
Анджело Муси умер 19 октября 2009 года, в своём доме, в городке Брин-Мар (штат Пенсильвания) в возрасте 91 года.